# Уоткисс, Джон
Джон Уоткисс (англ. John Watkiss; 21 июля 1961 — 20 января 2017) — английский иллюстратор. Преподавал анатомию и изобразительное искусство в Королевском колледже искусств. Работал в студии Уолт Дисней, над созданием мультипликационного фильма Тарзан. Известен своей работой в качестве иллюстратора комиксов Sandman mystery theatre, DEADMAN, Sherlock Holmes, The Walking Dead, и студиями DC Comics, Marvel, Dark Horse Comics. А также работой над графическим романом «Ring of Roses».

## Биография
Джон родился 28 июля 1961 года, в Сток-он-Трент, графстве Стаффордшир в Великобритании. Выросший в Мидлендсе, он окончил факультет искусств и архитектуры Брайтонского университета со степенью бакалавра искусств. Он начал свою карьеру в качестве портретиста и иллюстратора, затем преподавал анатомию и изобразительное искусство в Королевском колледже искусств. Он работал в Лондонском Музее движущегося изображения, а затем во всемирно известных студиях: Amblimation Стивена Спилберга, Ridley Scott Associates, Saatchi & Saatchi, DreamWorks, 20th Century Foxи студии Уолт Дисней в 1999 году, над мультипликационным фильмом «Тарзан». Также работал с такими людьми как: Фрэнсис Форд Коппола, Дерек Джармен.
После окончания Брайтонского политехнического института с отличием, Джон Уоткисс сразу же попадает в компанию Saatchi & Saatchi как художник раскадровки.
Выйдя из мира рекламы, Джон решил переехать в мир графических романов Dark Horse Comics. В сотрудничестве с таким автором, как Дас Петру, они выпустили графический роман из четырёх частей под названием Ring of Roses, в котором Джон раскрыл весь свой навык в создании графической раскадровки. Результат был настолько впечатляющий, что данный роман переиздается по сей день.
Затем Уоткисс работал в сотрудничестве с DC Comics («Sandman — Sandman Mystery Theatre» — «Легенды Темного рыцаря» и для комиксов Marvel — «Конан Варвар»).
В 1995 году Джон Уоткисс созрел для работы в студии Уолт Дисней. В этой студии ему дали одобрение на разработку главного персонажа для мультипликационного фильма «Тарзан». В этой студии Джон также работал над такими проектами, как «Похождения императора», «Атлантида: Затерянный мир» и «Планета сокровищ».
Помимо анимации, Джон работал концепт-арт художником для фильма «Небесный капитан и мир будущего».
Одним из последних творческих проектов, в которых Джон принял участие, стало создание популярного комикса а затем и сериала по его мотивам «The Walking Dead».
Одна из картин Джона Уоткисса The Boxer была продана в аукционном доме Christie’s в 2001 году.